# Inkerman, New Brunswick
Inkerman är en ort i Kanada.   Den ligger i provinsen New Brunswick, i den östra delen av landet, 900 km öster om huvudstaden Ottawa. Inkerman ligger 1 meter över havet och antalet invånare är 975.
Terrängen runt Inkerman är mycket platt. Havet är nära Inkerman österut. Trakten är glest befolkad. Närmaste större samhälle är Caraquet, 16,5 km nordväst om Inkerman.